# سابينال
سابينال (بالإنجليزية: Sabinal, Texas)‏ هي مدينة تقع بولاية تكساس في شمال شرق الولايات المتحدة. تبلغ مساحة هذه المدينة 3.1 (كم²)، وترتفع عن سطح البحر 292 م، بلغ عدد سكانها 1695 نسمة في عام 2010 حسب إحصاء مكتب تعداد الولايات المتحدة .

## التركيبة السكانية
حدّد مكتب تعداد الولايات المتحدة بيانات التركيبة السكانية لسابينال في تعداد الولايات المتحدة. في ما يلي، التركيبة السكانية حسب تعدادي 2000 و2010.

### تعداد عام 2000
بلغ عدد سكان سابينال 1,586 نسمة بحسب تعداد عام 2000، وبلغ عدد الأسر 560 أسرة وعدد العائلات 417 عائلة مقيمة في المدينة. في حين سجلت الكثافة السكانية 514.9 نسمة لكل كيلومتر مربع (1,333.6/ميل2). وبلغ عدد الوحدات السكنية 655 وحدة بمتوسط كثافة قدره 212.7 لكل كيلومتر مربع (550.9/ميل2).
وتوزع التركيب العرقي للمدينة بنسبة 79.51% من البيض و0.06% من الأمريكيين الأفارقة و0.19% من الأمريكيين الأصليين و0.06% من الأمريكيين ذوي الأصول الآسيوية و0.06% من سكان جزر المحيط الهادئ و16.46% من الأعراق الأخرى و3.66% من عرقين مختلطين أو أكثر و64.06% من الهسبانيون أو اللاتينيون من أي عرق.
بلغ عدد الأسر 560 أسرة كانت نسبة 43.6% منها لديها أطفال تحت سن الثامنة عشر تعيش معهم، وبلغت نسبة الأزواج القاطنين مع بعضهم البعض 58.2% من أصل المجموع الكلي للأسر، ونسبة 12.7% من الأسر كان لديها معيلات من الإناث دون وجود شريك، بينما كانت نسبة 3.6% من الأسر لديها معيلون من الذكور دون وجود شريكة وكانت نسبة 25.5% من غير العائلات. تألفت نسبة 23.6% من أصل جميع الأسر من عدة أفراد يعيشون في نفس المنزل ونسبة 12.9% كانت تتألف من شخص يعيش بمفرده يبلغ من العمر 65 عاماً أو أكثر. وبلغ متوسط حجم الأسرة المعيشية 2.83، أما متوسط حجم العائلات فبلغ 3.39.
بلغ العمر الوسطي للسكان 35.1 عاماً. وكانت نسبة 30.1% من القاطنين تحت سن الثامنة عشر، وكانت نسبة 7.9% بين الثامنة عشر والرابعة والعشرين عاماً، ونسبة 25.9% كانت واقعةً في الفئة العمرية ما بين الخامسة والعشرين والرابعة والأربعين عاماً، ونسبة 20.8% كانت ما بين الخامسة والأربعين والرابعة والستين، ونسبة 15.2% كانت ضمن فئة الخامسة والستين عاماً فما فوق. يوجد لكل 100 أنثى 94.6 ذكر، ويوجد لكل 100 أنثى في الثامنة عشر من عمرها فما فوق 89.9 ذكر.
بلغ متوسط دخل الأسرة في المدينة 26,429 دولارًا، أما متوسط دخل العائلة فبلغ 31,776 دولارًا. وكان متوسط دخل الذكور 25,169 دولارًا مقابل 16,250 دولارًا للإناث. وسجل دخل الفرد الخاص بالمدينة 12,393 دولارًا. وكانت نسبة 17.2% من العائلات ونسبة 21.6% من السكان تحت خط الفقر، وكان من هؤلاء نسبة 26.9% تحت سن الثامنة عشر ونسبة 19.8% في الخامسة والستين من العمر وما فوق.

### تعداد عام 2010
بلغ عدد سكان سابينال 1,695 نسمة بحسب تعداد عام 2010، وبلغ عدد الأسر 599 أسرة وعدد العائلات 450 عائلة مقيمة في المدينة. في حين سجلت الكثافة السكانية 550.3 نسمة لكل كيلومتر مربع (1,425.3/ميل2). وبلغ عدد الوحدات السكنية 716 وحدة بمتوسط كثافة قدره 232.5 لكل كيلومتر مربع (602.2/ميل2).
وتوزع التركيب العرقي للمدينة بنسبة 79.59% من البيض و0.35% من الأمريكيين الأفارقة و0.41% من الأمريكيين الأصليين و0.06% من الأمريكيين ذوي الأصول الآسيوية و17.23% من الأعراق الأخرى و2.36% من عرقين مختلطين أو أكثر و66.55% من الهسبانيون أو اللاتينيون من أي عرق.
بلغ عدد الأسر 599 أسرة كانت نسبة 39.6% منها لديها أطفال تحت سن الثامنة عشر تعيش معهم، وبلغت نسبة الأزواج القاطنين مع بعضهم البعض 48.9% من أصل المجموع الكلي للأسر، ونسبة 19.2% من الأسر كان لديها معيلات من الإناث دون وجود شريك، بينما كانت نسبة 7% من الأسر لديها معيلون من الذكور دون وجود شريكة وكانت نسبة 24.9% من غير العائلات. تألفت نسبة 22% من أصل جميع الأسر من عدة أفراد يعيشون في نفس المنزل ونسبة 11.5% كانت تتألف من شخص يعيش بمفرده يبلغ من العمر 65 عاماً أو أكثر. وبلغ متوسط حجم الأسرة المعيشية 2.83، أما متوسط حجم العائلات فبلغ 3.29.
بلغ العمر الوسطي للسكان 37.3 عاماً. وكانت نسبة 29% من القاطنين تحت سن الثامنة عشر، وكانت نسبة 7.8% بين الثامنة عشر والرابعة والعشرين عاماً، ونسبة 23.2% كانت واقعةً في الفئة العمرية ما بين الخامسة والعشرين والرابعة والأربعين عاماً، ونسبة 23.7% كانت ما بين الخامسة والأربعين والرابعة والستين، ونسبة 16.3% كانت ضمن فئة الخامسة والستين عاماً فما فوق. وتوزع التركيب الجنسي للسكان بنسبة 47.9% ذكور و52.1% إناث.

## أعلام
- جوني رودريغيز
- سو ماي جيل

## وصلات خارجية
- The US50 - Cities and Towns in Texas State